# Arditi

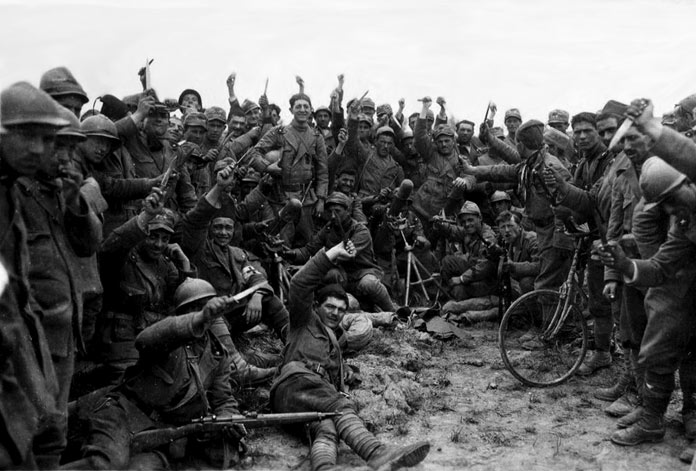
Membros do corpo de elite Arditi, 1918; Note o punhal

Arditi foi o nome adotado pela tropa de assalto de elite do exército italiano na Primeira Guerra Mundial. O nome deriva do verbo  italiano Ardire ("ousar") e traduzindo como "os mais ousados".
As unidades de assalto foram formadas no verão de 1917 pelo coronel Bassi, e lhes foi atribuído o papel tático de tropas de choque, rompendo as defesas inimigas, a fim de preparar o caminho para um amplo avanço da infantaria. O Arditi não eram unidades dentro de divisões de infantaria, mas eram consideradas uma unidade de combate separado.
Estas foram bem sucedidas em trazer um grau de movimento para o que tinha sido anteriormente uma guerra de posições entrincheiradas. Suas façanhas no campo de batalha foram exemplares e ganhou um lugar ilustre na história militar italiana. Eles foram desmobilizados em 1920.
O nome Arditi também foi usado pelos defensores (muitas vezes veteranos de guerra) de Gabriele d'Annunzio, durante a sua ocupação de Fiume em 1919-1920.

## Primeira Guerra Mundial

### As Primeiras Experiências
O conceito ardito  pode ser encontrado no inicio de 1914, quando todos os regimentos do Exército Real foram obrigados a criar um grupo de exploradores treinados para atuar atrás das linhas inimigas. As primeiras unidades dos Arditi foram formadas e treinadas em Sdricca di Manzano, Udine, onde o evento ainda é comemorado no último domingo de julho.

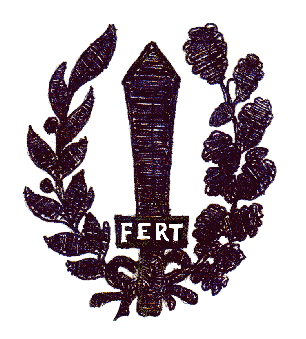
Emblema do 3^{o} Regimento Arditi

Outros argumentam que as chamadas "companhias de morte", patrulhas especiais de infantaria e engenheiros envolvidas no corte ou em explodir as linhas de arame farpado do inimigo, devem ser considerados como precursores dos Arditi. Eles eram facilmente reconhecíveis pelo uso de armaduras e capacetes "Farina".
A maioria não levava rifles ou carabinas, porque atrapalharia nos espaços confinados de uma trincheira. Os Arditi abordavam as trincheiras inimigas, enquanto elas estavam sendo bombardeado pela artilharia italiana. Assim quando a barragem era suspensa  eles saltavam para dentro da trincheira e usavam seus punhais para suprimir a resistência inimiga. Essas táticas primitivas eram surpreendentemente eficazes porém um grupo de Arditi podia perder de 25% a 30% de seus efetivos durante um ataque desse tipo. Seu lema era " O la Vittoria, o tutti accoppati "significado" Ou ganhamos, ou todos nós morremos ". A unidade típica tinha 13 oficiais e 400 soldados selecionados em uma base voluntária. Uma dessas unidades foi completamente dizimada ao atacar Monte Osvaldo, em abril de 1916.
Em 1916, o comando supremo decidiu atribuir o estatuto especial para unidades de Arditi, mas estava relutante em criar novas unidades. O emblema Arditi, a ser utilizado no braço esquerdo, incluía o monograma VE (para Rei Vittorio Emanuele), e foi projetado exclusivamente como um símbolo de distinção para estes soldados. Este foi o primeiro uso oficial do termo "Arditi" pelo exército italiano.

### Criação e utilização
Em 1917, como resultado de propostas apresentadas por jovens oficiais que estavam cansados da vida de trincheira, foram formadas unidades de assalto dentro da 48a Divisão do VIII Exército, comandada pelo capitão Giuseppe Bassi. Já em março de 1917, o Comando Supremo italiano enviou uma circular dando informações sobre a constituição de unidades especiais no exército Austro-Húngaro.
Após uma avaliação positiva foi decidido estabelecer as novas unidades especiais, mas divergências sobre equipamentos e treinamento atrasou o início da operação até 29 de julho de 1917, quando o rei Vittorio Emanuele sancionou oficialmente a criação de unidades de Arditi.
As novas unidades de assalto foram formadas e, em seguida, desenvolvidas de forma independente, com formação diferente daquelas dos soldados comuns. As primeiras unidades foram criadas no IIo Exército, e na época da Caporetto havia 27 unidades, embora poucas realmente participaram do combate. Ao todo, cerca de 18 mil homens uniram-se as unidades de Arditi. Muitos desses homens participaram do combate no rio Piave, onde o avanço das tropas austro-húngaro foi interrompido. Os Arditi usavam cruzar a nado o Piave, apertando um punhal entre os dentes e assaltar as posições austríacos e alemães na outra margem do rio. Estes homens vieram a ser conhecidos como Caimani del Piave (os jacarés do Piave).
Em junho de 1918 uma divisão inteira de tropas de assalto com nove unidades foi colocado sob o comando do major-general Ottavio Zoppi, e depois foi ampliada para se tornar um Corpo de Exército, com doze unidades em duas divisões. Até o final da guerra, havia 25 unidades de assalto, em sua maioria classificadas como Bersaglieri.
Os Arditi contribuíram de forma decisiva para o avanço no Piave, que em novembro de 1918 tornou possível a vitória final sobre os exércitos austríacos. Logo após o fim da guerra, em janeiro de 1920, todas as unidades foram desmanteladas.